# جو دا یونگ
جو دا یونگ (انگلیسی: Joo Da-young؛ زادهٔ ۱۶ ژوئن ۱۹۹۵) یک بازیگر سینما، و هنرپیشه اهل کره جنوبی است.